# Vom Igel und den Holztauben
Vom Igel und den Holztauben ist eine Erzählung aus den Geschichten aus Tausendundeine Nacht. Sie umfasst neben der Hauptgeschichte die Binnengeschichte Vom Kaufmann und den beiden Gaunern.
In der Fabel überlistet ein Igel ein gutgläubiges Holztaubenpaar. Sie wird in der Arabian Nights Encyclopedia als ANE 55 gelistet.

## Handlung
Einst schlug ein Igel seine Wohnung neben einer Palme auf, wo ein Holztaubenpaar sein Nest gebaut hatte. Der Igel nahm gereizt zur Kenntnis, dass die Tauben sich von den Datteln der Palme nähren konnten, er selbst aber nicht. So ersann er eine List und grub unter der Palme ein Loch, dass er zur Wohnung für sich und seine Frau machte und dort viel Gottesdienst verrichtete. Die Frömmigkeit des Igels beeindruckte den Tauber, der den Igel fragte, was er tun könne, um ebenfalls so frömmig zu werden. Da sagte der Igel, dass der Tauber anfangen könne sich einen Essensvorrat anzulegen, den er unter dem Baum verstauen könne, wenn er sich dort ein Nest baue. Da mühte sich das Taubenpaar so lange ab, bis alle Datteln zu Boden gefallen waren, der Igel aber nahm all diese für sich selbst und barg sie in seiner Höhle. Sobald das Taubenpaar zu ihm herunterkam, wollte er sie töten und fressen. Dann würde die Palme ganz ihm gehören. Als nun das Taubenpaar zu ihm herunterkam, griff er sie an, doch der Tauber erkannte rechtzeitig die Falschheit des Igels und riet ihm sich vor Lug und Trug zu hüten, wenn er nicht wolle, dass es ihm so erging wie den beiden Gaunern, die den Kaufmann überlisten wollten. Als der Igel nachfragte, erzählte ihm der Igel die Geschichte Vom Kaufmann und den beiden Gaunern, wo die List zweier Verbrecher sich letztlich gegen sie richtet. 

## Hintergrund
Die Erzählung findet sich in der Kalkutta-II-Edition, die Richard Francis Burton und Enno Littmann für ihre Sammlungen nutzten.

## Ausgaben
- Enno Littmann: Die Erzählungen aus den tausendundein Nächten, Insel Verlag, Frankfurt 1968, Band 2, S. 280–284. (Kalkutta-II-Ausgabe)